# Departamento Feliciano
San José de Feliciano (nombre que aparece en la Constitución provincial) o Feliciano (nombre utilizado actualmente), es un departamento de la provincia de Entre Ríos en la República Argentina.
Es el quinto más pequeño de la provincia con una superficie de 3143 km² y el segundo menos poblado, con 15 079 habitantes según censo de 2010.
Limita al oeste con el departamento La Paz, al norte con la provincia de Corrientes, al sur con el departamento Federal y al este con el departamento Federación.
De acuerdo a la metodología utilizada por el INDEC para los censos de 1991, 2001 y 2010 el departamento Feliciano comprendió en esos años dos localidades: San José de Feliciano, y San Víctor.

## Historia
La ley nacional n.º 1149 del 22 de diciembre de 1881 fijó el límite interprovincial de Entre Ríos con Corrientes:

(...) el arroyo Mocoretá, arroyo Tunas, una línea que corta la cuchilla Basualdo hasta las nacientes del arroyo del mismo nombre. Por esta corriente hasta el Guayquiraró y por éste hasta su desagüe en el Paraná.
Ley Nacional Nº 1149

La delegacía o delegación política de San José de Feliciano integró el departamento La Paz hasta que por la reforma de la constitución provincial de 1883 se ordenó que se creara al año siguiente el departamento San José de Feliciano. Lo que tuvo efecto el 11 de agosto de 1887 cuando fue promulgada la ley sancionada el 5 de agosto de 1887, que fijó los límites del nuevo departamento.

Art. 2°: Designase por límite del Departamento San José de Feliciano los siguientes:
 Al norte el arroyo Guayquiraró desde la barra del arroyo de la Mula hasta la barra del arroyo Basualdo y éste hasta sus puntas. Al sud el arroyo Puerto hasta la barra del arroyo Carpinchorí y ésta hasta sus puntas. Al este la Cuchilla Grande que divide aguas a los ríos Feliciano, Gualeguay y Uruguay desde las puntas al arroyo Carpinchorí hasta las puntas del arroyo Basualdo. Al oeste el río Feliciano desde la barra del arroyo Puerto hasta la barra del arroyo San José, este arroyo y el de la Mula hasta su barra en el arroyo Guayquiraró.

El nuevo departamento incluyó partes de los departamentos La Paz y Concordia: del primero se separó la delegacía de San José de Feliciano, compuesta del pueblo del mismo nombre y de los distritos de campaña de Basualdo, Manantiales, Chañar o Mulas; del segundo se separó el distrito Feliciano y parte del distrito Atencio. El 22 de agosto de 1887 fue designado el primer jefe político del departamento Feliciano, Pedro Otaño. Antonio Facio fue designado su secretario y Francisco López como receptor de rentas.F
El 21 de junio de 1979 la intervención militar de la provincia sancionó y promulgó la ley n.º 6378 que rectificó y precisó los límites interdepartamentales. El límite entre los departamentos Federación y Feliciano que transcurría por la divisoria de aguas de la cuchilla Grande fue rectificado para apoyarlo en las vías del ramal Diamante-Curuzú Cuatiá del Ferrocarril General Urquiza hasta alcanzar el arroyo Guerrero, exceptuando sectores adyacentes a las localidades de San Jaime de la Frontera y Los Conquistadores que fueron transferidos del departamento Feliciano al de Federación. El límite con el departamento La Paz que se apoyaba en los arroyos San Víctor y San José y una línea entre ambos, fue rectificado al sur de la localidad de San Víctor, dejando de apoyarse en el arroyo San José. Aunque el decreto-ley n.º 6378 perdió eficacia el 10 de diciembre de 1987 al no ser prorrogada su vigencia, los límites quedaron legalmente retrotraídos a los existentes al 24 de marzo de 1976 (excepto los legislados posteriormente en democracia). Sin embargo, los organismos públicos provinciales y nacionales continuaron utilizando los límites dispuestos por ese decreto-ley sin revertir a los límites previos.

## Geografía
El límite con la provincia de Corrientes es el río Guayquiraró y su afluente el arroyo Basualdo, junto con un pequeño tramo lineal de 2,85 km. El límite con el departamento La Paz es el arroyo de las Mulas hasta su confluencia con el Guayquiraró, y su afluente el arroyo San Víctor, siguiendo por una línea quebrada de 14,6 km hasta alcanzar el arroyo Manantiales que desagua en el arroyo Feliciano, por donde transcurre el resto del límite con ese departamento. Desde su confluencia con el Feliciano el límite con el departamento Federal trascurre por el arroyo Puerto y su afluente el arroyo Carpinchorí hasta sus fuentes en la cuchilla Grande, por donde sigue hasta alcanzar las vías férreas del abandonado ramal Diamante - Crespo - Federal - Curuzú Cuatiá del Ferrocarril General Urquiza limitando con el departamento Federación hasta alcanzar el ejido municipal de San Jaime de la Frontera, que rodea dejándolo en este último departamento, transcurriendo en parte por el arroyo Feliciano desde sus fuentes.
La ruta provincial N.º 1 atraviesa el departamento de este a oeste vinculando la cabecera con los departamentos Federación y La Paz, mientras que la ruta provincial N.º 28 lo hace con el departamento Federal al sur y la provincia de Corrientes al norte, mediante el puente de Paso Ocampo. La ruta provincial N.º 2 vincula San José de Feliciano con el departamento Federación al sudeste. El ramal ferroviario San Jaime de la Frontera - Feliciano - La Paz fue abandonado en 1969.

### Sismicidad
El 21 de enero de 1948 se produjo un sismo entrerriano con epicentro en Chajarí (Entre Ríos), 90 km al sudeste, que tuvo fuerte repercusión en la región, debido al absoluto desconocimiento de la posibilidad de existencia de estas catástrofes naturales en esta provincia.
La provincia responde a las subfallas «del río Paraná», y «del río de la Plata», y a la falla de «Punta del Este», con sismicidad baja. Sus últimas expresiones se produjeron además del de 1948, el 5 de junio de 1888 (136 años), a las 3.20 UTC-3, con una magnitud aproximadamente de 5,0 en la escala de Richter (terremoto del Río de la Plata de 1888).

## Gobiernos locales

### Municipios
| Municipio             | Población |
| --------------------- | --------- |
| San José de Feliciano | 11 137    |

### Comuna
| Comuna     | Población |
| ---------- | --------- |
| San Víctor | 720       |

### Centros rurales de población
Los centros rurales de población gobernados por juntas de gobierno son:
Segunda categoría
- Distrito Chañar: población rural dispersa.
- La Verbena: creado antes del 10 de diciembre de 1983. Población rural dispersa.
- Laguna Benítez: población rural dispersa.

Tercera categoría
- La Esmeralda: creado antes del 10 de diciembre de 1983. Población rural dispersa.
- Las Mulitas: creado antes del 10 de diciembre de 1983. Población rural dispersa.

Cuarta categoría
- La Hierra: población rural dispersa.
- Mulas Grandes: población rural dispersa.

Los integrantes de las juntas de gobierno fueron designados por decreto del gobernador hasta que fueron elegidos por primera vez el 23 de noviembre de 2003, sin embargo, dado que los circuitos electorales en algunos casos no coinciden con las jurisdicciones de las juntas de gobierno algunas de ellas siguen siendo designadas por decreto mientras que otras se agrupan para elegir una sola junta. En este último caso el gobierno se reserva el derecho de realizar posteriormente la designación de la o las juntas subsumidas. En las elecciones del 23 de noviembre de 2003, 18 de marzo de 2007, 23 de octubre de 2011 y 25 de octubre de 2015 Distrito Chañar, Las Mulitas y Mulas Grandes eligieron una única junta de gobierno, lo mismo que La Verbena y La Hierra. 
Los circuitos electorales utilizados para las elecciones de las juntas de gobierno son (CIRCUITO ELECTORAL: junta de gobierno):
- 290-DISTRITO FELICIANO: La Verbena y La Hierra
- 291-BASUALDO: La Esmeralda
- 292-CHAÑAR: Distrito Chañar, Las Mulitas y Mulas Grandes
- 293-ATENCIO: Laguna Benítez

## Distritos
El departamento Feliciano se divide en 5 distritos. Para fines de mensuras catastrales y en algunas ramas de la administración provincial el ejido original del municipio de San José de Feliciano es considerado aparte de los distritos y la Codificación General de Jurisdicciones Político Administrativas de la Provincia de Entre Ríos le asigna el códigos 0500.
| Código - Distrito  | Área (en km²) |
| ------------------ | ------------- |
| 0501 - Atencio     | 791,96        |
| 0502 - Basualdo    | 778,33        |
| 0503 - Chañar      | 406,96        |
| 0504 - Feliciano   | 657,43        |
| 0505 - Manantiales | 514,93        |

- Atencio: comprende el área jurisdiccional del centro rural de población de Laguna Benítez.
- Basualdo: comprende parte del ejido municipal de San José de Feliciano, y el área jurisdiccional del centro rural de población de La Esmeralda.
- Chañar: comprende las áreas jurisdiccionales de los centros rurales de población de Las Mulitas, Mulas Grandes y Chañar.
- Feliciano: comprende las áreas jurisdiccionales de los centros rurales de población de La Hierra y La Verbena.
- Manantiales: comprende parte del ejido municipal de San José de Feliciano, y el área jurisdiccional de la comuna de San Víctor.

## Demografía
Cuenta con 16 803 habitantes (Indec, 2022), lo que representa un incremento del 11,4% frente a los 15 079 habitantes (Indec, 2010) del censo anterior.
La población se encuentra repartida en 8 582 mujeres y 8 221 hombres, con un índice de masculinidad de 95,8 hombres por cada 100 mujeres. 
La edad mediana de la población es de 29 años (30 años entre las mujeres y 28 años entre los hombres).
El 9,4% de la población tiene más de 65 años (frente al 7,3% en 2010), y el 1,8% de la población tiene más de 80 años (frente al 1,5% en 2010)
De las personas residentes en el departamento, unas 1 411 nacieron fuera de la provincia, y unas  102 lo hicieron fuera del país, siendo los grupos de inmigrantes más numerosos los provenientes de:
- Colombia: 18 personas
- Brasil: 14 personas
- Uruguay: 12 personas
- Bolivia: 11 personas
- China: 8 personas

## Áreas naturales protegidas
Como parte del Sistema Provincial de Áreas Protegidas se halla en el departamento la reserva privada de uso múltiple San Juan y Los Gringos, con de 2000 ha creada en 2003.
El decreto 4671/69 MEOySP de 1969 estableció restricciones pesqueras para el arroyo Feliciano, en el que se permite la pesca mediante el uso de líneas de mano, cañas y espineles con no más de 20 anzuelos.